# Libyan Arab Air Cargo
Libyan Arab Air Cargo (Libac) es una aerolínea de carga con base en Trípoli, Libia. Es la división de carga de Libyan Airways y efectúa vuelos de carga exclusivamente. Su principal base de operaciones es el Aeropuerto Internacional de Trípoli. Atiende destinos de África, Europa, y Asia.

## Historia
La aerolínea fue fundada en 1979 y en 2002 se convirtió en la primera aerolínea afuera de las fronteras de Rusia y Ucrania en operar el segundo mayor avión de carga, el Antonov An-124.

## Flota
En marzo de 2007, la flota de Libyan Arab Air Cargo incluye:
- 2 Antonov An-26
- 4 Antonov An-32
- 1 Antonov An-124-100
- 1 Ilyushin Il-76
- 1 Ilyushin Il-76M
- 2 Ilyushin Il-76T
- 14 Ilyushin Il-76TD
- 1 Ilyushin Il-78
- 2 Lockheed L-100-20 Hercules
- 2 Lockheed L-100-30 Hercules

Total: 30

### Flota retirada
La aerolínea ha operado anteriormente un Boeing 707-320C, actualmente retirado.